# 한올바이오파마
한올바이오파마(주)는 바이오 신약 연구개발과 의약품 생산·판매를 영위하는 대한민국 제약바이오기업이다. 

## 역사
1973년 선경제약 주식회사로 설립됐고, 1987년 한올제약 주식회사로 2010년 한올바이오파마 주식회사로 상호명을 변경했다.주요 사업은 완제 의약품 생산 및 판매, 그리고 바이오 신약연구 개발이다.
1974년 항생제 ‘알바킨(ALVACIN)’ 캡슐을 국내 최초로 생산 판매한 것을 시작으로 1984년 의약품 수출입 허가를 취득해 본격적으로 해외 시장과 교류를 확대했으며, 같은 해 대전 GMP 공장을 준공하며 제약회사로서 기반을 다졌다. 1987년 중앙연구소 설립 이후에는 △영국 비챔(Beecham)사와 ‘박트로반’ 연고 △일본 도야마사와 주사용 항생제 ‘토미포란’ △일본 모리나가사와 항암치료제 M-CSF △일본 도야마사와 제3세대 경구용 항생제 ‘토미론’ 등 다양한 글로벌 제약기업과 기술 제휴를 맺고 우수한 의약품을 상용화하였다.
이후 2015년, 대웅제약과 손을 잡음으로써 순수하게 신약 연구개발에만 집중할 수 있게 됐다.   
글로벌 시장에 이름을 알리기 시작한 것은 2017년 연구개발하고 있던 파이프라인 후보물질에 대한 기술수출 계약 2건을 연달아 성사시키면서다. 2017년 스위스 로이반트(Roivant Sciences)에 5억250만 달러(약 6천억원) 규모로 '자가면역질환 치료 항체신약 HL161'을 기술수출 계약을 체결했고 중국 하버바이오메드(Harbour BioMed)에 8100만 달러 규모로 항체의약품 및 단백질 의약품을 기술수출하며 연구개발 성과를 알렸다.     

## 연구
현재 수원 바이오연구소는 신규 항체 개발, 미국 법인인 HPI는 파이프라인 후보물질에 대한 기술 수출 및 도입(LO/LI), 글로벌 임상, 그리고 오픈 이노베이션 등 한올바이오파마의 글로벌 사업 본체로 활약하고 있다.      

## 제품
주요 제품으로는 비흡수성 항생제 '노르믹스', 전립선암 치료제 '엘리가드' 프로바이오틱스 '바이오탑 등을 제품을 보유하고 있다. 최근에는 이 3가지 블록버스터 제품 이외로 탈모, 당뇨 영역에도 집중하고 있다.  
신약부문에서는 중국과 미국 내 기술수출했던 자가면역질환 치료제 'HL161'가 적응증 별로 임상 2상과 3상에서 개발되고 있으며, 안구건조증치료제 'HL036(성분명: 탄파너셉트)' 는 미국 임상 3상에 진입해 있는 상황이다. 특히 자가면역질환 치료제의 경우 중증근무력증, 갑상선안병증, 만성 염증성 탈수초성 다발신경병증, 그레이브스병, 류마티스를 포함한 다양한 자가면역질환에서 개발되고 있다. 그 중에서도 가장 앞선 적응증인 중증근무력증에 대해서는 중국에서는 품목허가를 신청한 상황이며, 미국과 유럽에서는 임상 3상에서 개발되고 있다. 사실 류마티스, 갑상선안병증과 같이 비교적 알려진 질환들을 제외하면 상대적으로 알려지지 않은 적응증들이 다수 포진해 있어 의문을 가지는 사람들도 많은데 사실 이러한 질환들이야 말로 미충족 수요가 가장 높은 영역들이라 볼 수 있다. 일단 치료를 위한 선택지가 상당히 적을뿐더러 치료가 가능한 병원도 적다. 여기서 문제가 발생하는 것이다.   
단편적인 예시로만 보자면 한국과는 달리 미국에서는 병원 방문이나 진료, 그리고 치료를 위해 최소 몇 개월 전에는 예약을 완료해야 한다. 중증근무력증의 흔한 증상 중 하나가 전신 근육의 힘이 약해진다는 것인데, 증상이 정말 심한 환자라면 장거리 운전이 어려울 수가 있다. 만약 치료를 받을 수 있는 병원의 거리가 집에서 먼 경우라면, 매번 치료를 받기 위해 휴가를 내고 몇 시간 가량을 운전해 병원을 방문해야 하는데 한 두 번이면 몰라도 수십 번을 반복하며 생계 유지를 위한 활동을 이어가기 어려울 것으로 추측할 수 있다. 보호자가 있더라도 매번 병원 방문을 위해 연차를 내고 몇 시간 왕복 운전을 하는 것은 힘들다. 솔직히 건강한 성인도 지하철로 출근 시간이 2시간 넘어가면 힘들다.  어마무시한 의료비도 덤이다. 결국 이 중증근무력증이라는 질환에서 가장 중요한 부분은 '환자 편의성'이라는 것이다. 한올바이오파마가 개발한 치료제가 현재의 주장처럼 실제 환자들이 직접, 집에서 자가투약이 가능한 치료제로 출시가 될 수 있다면 계열 내 최고 치료제가 될 수 있을 것으로 바라보는 시장의 시선도 이러한 이유에서다. 같은 기전의 치료제를 개발하는 글로벌 기업들이 정맥주사 형태의 치료제를 출시한 후에도 '피하주사' 형태로의 변모를 꾀하는 이유도 비슷한 맥락에서 임을 추측해 볼 수 있다. 차세대 항체로 꼽히는 HL161ANS(아이메로프루바트라는 명으로 최근 업데이트 된 것으로 보인다)의 경우 '펜' 형태로 개발되고 있다. 타 경쟁사들이 정맥주사에서 피하주사(PFS), 그리고 최종적으로는 인슐린펜과 유사한 형태의 '시린지 펜 (PFS)'로 점진적으로 변화를 꾀하고 있다는 점을 감안하면, 따지고 보면  타임라인이 엄청나게 늦어지는 것도 아닌 셈이다. 참고로, PSF 도 종류가 여러가지가 있고 실질적인 투여 과정이 공개되어 봐야 환자 편의성을 실질적으로 견줄 수 있을 것으로 보인다.    
여기에 이 치료제가 표적하는 자가면역질환이 현재까지 알려진 것만 해도 100가지가 넘는 것으로 알려져 있다는 점을 감안하면 확장성 또한 매우 넓은 편에 속한다. 질환 한 가지에만 집중해서 본다면 시장 규모가 작아보일 수 있지만 만약 적응증을 지속적으로 확장해 가며 개발을 이어간다면? 글로벌 블록버스터라는 타이틀은 기본적으로 가져갈 것으로 예상되는 것이다. 심지어 그레이브스병 같은 경우, 출시까지 완료 될 경우 FcRn 계열에서는 최초 치료제가 될 수 있을 것으로 전망된다.
이뮤노반트의 경우 지난 3월 중증근무력증 임상 3상 탑라인 결과를 통해 자가항체 감소율과 치료 반응률 모두에서 우수한 효능을 입증한 후, 바토클리맙의 이전 데이터를 기반으로 차세대 항체인 HL161ANS(아이메로프루바트)를 총 6개의 자가면역질환에 대해 개발하고 있다.     
이 외로도 파킨슨병 치료제, mRNA 기반의 역 노화 치료제 등 다양한 신약 개발도 진행하고 있는 것으로 보인다. 조금 특이한 점은 고혈압, 당뇨, 이상지질혈증과 같은 3대 만성질환이 아닌 희귀난치성 질환에서 신약 개발 영역을 중점적으로 확장하고 있다는 점이다. 파킨슨병 치료제 영역 역시 L-dopa 이후 새로운 치료제가 출시되지 않은 영역이고 지난 2024년 기술도입한 역노화 치료제 영역 또한 아직까지 전임상/비임상의 허들을 넘어간 파이프라인이 없는 것으로 알려져 있다.      

## 실적
지난 2023년 기준 매출액 1,349억원, 영업이익 22억원으로 견조한 실적을 유지하고 있다.  

## 참고문헌
1. ↑  “한올바이오파마/분기보고서/2021.11.15”. 2021년 12월 3일에 확인함.
2. ↑  머니투데이 (2007년 10월 11일). “한올제약, 경구용 단백질약 개발 연구소 개소 - 머니투데이”. 2021년 12월 3일에 확인함.
3. ↑  김잔디 (2017년 12월 19일). “한올바이오파마, 5천억원 규모 항체신약 기술수출(종합)”. 2021년 12월 3일에 확인함.
4. ↑  정명진 (2017년 9월 12일). “한올바이오파마, 중국 하버바이오메드에 8100만달러 규모 기술수출”. 2021년 12월 3일에 확인함.
5. ↑  “한올바이오파마”. 2021년 12월 3일에 확인함.